# Reebok Human Rights Award
La Reebok Human Rights Award onora attivisti di età inferiore ai 30 anni che lottano per i diritti umani attraverso mezzi non violenti. Ogni anno il premio viene conferito a quattro o cinque persone. Ognuno riceve una sovvenzione di 15 000 dollari che deve essere utilizzata per sostenere i loro diritti umani. I premi sono sottoscritti dalla Fondazione Reebok.
Giovani provenienti da quasi 40 paesi hanno ricevuto il premio dal momento in cui è stato istituito nel 1988.

## Vincitori del Premio
2007
- Laura McCargar, Stati Uniti
- Anderson Sa, Brasile
- Iryna Toustsik, Bielorussia
- Ou Virak, Cambogia
2006
- Li Dan, China
- Rachel Lloyd, Stati Uniti
- Khurram Parvez, India
- Otto Saki, Zimbabwe
2005
- Zarema Mukusheva, Chechnya/Russia
- Carlos Rojas, Messico
- Aloysius Toe, Liberia
- Charm Tong, Burma/Thailandia
2004
- Yinka Jegede-Ekpe, Nigeria
- Vanita Gupta, Stati Uniti
- Joenia Batista de Carvalho, Brasile
- Ahmad Nader Nadery, Afghanistan
2003
- Pedro Anaya, Stati Uniti
- Anusuya (Oona) Chatterjee, Stati Uniti
- Mohamed Pa-Momo Fofanah, Nigeria
- Ernest Guevara, Filippine
- Christian Mukosa, Repubblica Democratica del Congo
2002
- Kavwumbu Hakachima, Zambia
- Maili Lama, Nepal
- Malika Asha Sanders, Stati Uniti
2001
- Ndungi Githuku, Kenya
- Heather Barr,Stati Uniti
- Kodjo Djissenou, Togo
- Will Coley, Stati Uniti
2000
-Iqbal Masih, Pakistan
1999
- Julianna Dogbadzi, Ghana
- Tanya Greene, Stati Uniti
- Suba Meshack, Kenya
- Ka Hsaw Wa, Burma
1998
- Abraham Grebreyesus, Eritrea
- Rana Husseini, Giordania
- Van Jones, Stati Uniti
- Dydier Kamundu, Repubblica Democratica del Congo
1996
- Innocent Chukwuma, Nigeria
- Jesus Tecu Osorio, Guatemala
- Julie Su, Stati Uniti
- Ma Thida, Burma
- Craig Kielburger, Canada
1995
- Angela Elizabeth Brown, Stati Uniti
- Miguel Angel de los Santos Cruz, Messico
- Richard Nsanzabaganwa, Rwanda
- Ven. Phuntsok Nyidron, Tibet
- Broad Meadows Middle School, Stati Uniti
1994
- Adauto Alves, Brasile
- Rose-Anne Auguste, Haiti
- Dilli Bahadur Chaudhary, Nepal
- Iqbal Masih, Pakistan
- Samuel Kofi Woods, Liberia
1993
- Marie-France Botte, Belgio
- Sia Runikui Kashinawa, Egitto
- Reverend Carl Washington, Stati Uniti
1992
- Floribert Chebeya Bahizire, Zaire
- Fernando de Araujo, Est Timor
- Stacy Kabat, Stati Uniti
- Martin O'Brien, Irlanda del Nord
1991
- Mirtala Lopez, El Salvador
- Sauveur Pierre, Stati Uniti
- Abubacar Sultan, Mozambique
- Carlos Toledo, Guatemala
- Ashley Black, Stati Uniti
1990
- Jeffrey Bradley and Martin Dunn, Stati Uniti
- Sha'wan Jabarin, West Bank
- Tracye Matthews, Stati Uniti
- Akram Mayi, Iraq
- David Moya, Cuba
1989
- Louise Benally-Crittenden, Stati Uniti
- Michael Brown and Alan Khazei, Stati Uniti
- Li Lu, Wang Dan, Chai Ling and Wu'er Kaixi, Cina
- Mercedes Doretti and Luis Fondebrider, Argentina
- Dawat Lupung, Malaysia
- Bryan Stevenson, Stati Uniti
1988
- David Bruce, Sud Africa
- Joaquin Antonio Caceres, El Salvador
- Janet Cherry, Sud Africa
- Arn Chorn-Pond, Stati Uniti
- Tanya Coke, Stati Uniti
- Lobsang Jinpa, Tibet
- Salim Karim, Sud Africa
- Winona LaDuke, Stati Uniti
- Juan Pablo Letelier, Chile
- Maria Paz Rodriguez, Stati Uniti
- Dalee Sambo, Stati Uniti